# ベンジジン転位
ベンジジン転位（ベンジジンてんい、benzidine rearrangement）とは、有機化学における転位反応のひとつ。1,2-ジフェニルヒドラジンが酸の作用により転位してベンジジンとなる反応。アウグスト・ヴィルヘルム・フォン・ホフマンによって 1863年に報告された。
本反応は N,N-結合の切断と C,C-結合の生成が協奏的に起こる [5,5]-シグマトロピー転位の形式で進むとされている。
パラ位に置換基を持つジフェニルヒドラジン誘導体を基質とした場合は、p-アミノジフェニルアミンが生成する（セミジン転位、semidine rearrangement）。